# The Dead Don't Die
The Dead Don't Die és una comèdia negra estatunidenca de 2019 escrita i dirigida per Jim Jarmusch. L'elenc d'actors consta d'Adam Driver, Bill Murray, Chloë Sevigny, Steve Buscemi, Austin Butler, RZA, Tilda Swinton, Tom Waits, Danny Glover, Caleb Landry Jones, Rosie Perez, Carol Kane i Selena Gomez i segueix la història de la policia d'un poble que es veu forçada a combatre una sobtada invasió de zombies.
L'estrena mundial del film es va produir al Festival Internacional de Cinema de Canes el 14 de maig de 2019 i als cinemes europeus el 12 de juliol de 2019, de la mà de Focus Features. Va rebre crítiques variades dels crítics i va aconseguir recaptar 13 milions de dòlars.

## Repartiment
- Bill Murray com el cap de policia Cliff Robertson
- Adam Driver com l'agent Ronald "Ronnie" Peterson
- Tilda Swinton com a Zelda Winston
- Chloë Sevigny com l'agent Minerva "Mindy" Morrison
- Tom Waits com l'ermità Bob
- Steve Buscemi com el granger Miller
- Danny Glover com a Hank Thompson
- Caleb Landry Jones com a Bobby Wiggins
- Rosie Perez com a Posie Juarez
- Iggy Pop com un zombie del café
- Sara Driver com un zombie del café
- RZA com a Dean
- Carol Kane com a Mallory O'Brien
- Selena Gomez com a Zoe
- Austin Butler com a Jack
- Eszter Balint com a Fern
- Luka Sabbat com a Zach
- Larry Fessenden com a Danny Perkins
- Rosal Colon com a Lily
- Sturgill Simpson com un zombie de la guitarra
- Maya Delmont com a Stella
- Taliyah Whitaker com a Olivia
- Jahi Winston com a Geronimo